# Дёма (станция)
Дёма (баш. Дим) — железнодорожная станция Западного направления Башкирского региона Куйбышевской железной дороги, в Дёмском районе города Уфы. Наименование получила из-за расположения вблизи р. Дёмы.
Станция является узловой и сортировочной станцией Уфимского железнодорожного узла. Отсюда идут линии на Челябинск, Магнитогорск, Оренбург, Самару, Ульяновск.
На станции расположено крупное локомотивное депо Дёма, являющееся местом сбора и утилизации списанных локомотивов со всей Куйбышевской железной дороги.
Ещё одной достопримечательностью станции является её очень длинный мостовой переход, состоящий из двух частей :
Первая (северная) часть короткая чуть более 100 метров, вторая (южная) часть длиной более 600 метров, длинная часть состоит из моста ферменной конструкции, больше похожей на железнодорожный мост .

## Уфимская городская электричка
Здесь начинается маршрут городского электропоезда Дёма — Шакша. Электропоезд курсирует три раза в день: один поезд в Шакшу утром и два поезда в Шакшу вечером.
26 февраля на станции торжественно открыли реконструированную пассажирскую платформу, которая будет принимать пригородные поезда. Новая высокая 248-метровая платформа оборудована залом ожидания, навесом, скамейками и информационным табло. В кассовом павильоне установлены пять турникетов и терминалы для приобретения билетов.
Это единственная станция с турникетами и первая станция с высокой пассажирской платформой на маршруте электропоездов, следующих из Уфы в Раевку.

## Дальнее следование по станции
По состоянию на март 2020 года через станцию курсируют следующие поезда дальнего следования:
| № поезда | Маршрут движения      | № поезда | Маршрут движения      |
| -------- | --------------------- | -------- | --------------------- |
| 347      | Уфа — Санкт-Петербург | 348      | Санкт-Петербург — Уфа |
| 391      | Челябинск — Москва    | 392      | Москва — Челябинск    |
| 609      | Уфа — Ульяновск       | 610      | Ульяновск — Уфа       |
| 675      | Уфа — Сибай           | 676      | Сибай — Уфа           |